# Merku
Merku je priimek več znanih Slovencev:
- Andro Merku, slov.-italijanski TV-komedijant itd.
- Anton Merku, gospodarski publicist
- Jasna Merku (*1958), slikarka, grafičarka in ilustratorka
- Josip Merku (1896—1984), zgodovinar
- Mirella Urdih Merku (1936/7—2022), prevajalka
- Pavle Merkù (1927—2014), skladatelj, etnomuzikolog, slovenist-etimolog, leksikograf
- Peter Merkù (193?—2012), inženir, publicist